# Підсніжник (телесеріал)
Підсніжник (кор. 설강화) — південнокорейський телесеріал 2021 року з Чон Хе Ін, Джісу, Ю Ін На, Чан Син Чжо, Юн Се А, Кім Хе Юн та Чон Ю Джин. Він виходить на телеканалі «JTBC» щосуботи та неділі о 22:30, починаючи з 18 грудня 2021 року. Серіал доступний на «Disney+» у деяких регіонах.

## Сюжет
Серіал розгортається на тлі Демократичного руху 1987 року, який був масовим рухом протесту з метою змусити тогочасний авторитарний уряд у Південній Кореї провести чесні вибори. В результаті масових протестів у грудні 1987 року відбулися демократичні вибори, які пізніше призвели до припинення авторитарного правління в Південній Кореї та встановлення демократичного правління в Шостій Республіці Корея.
Ім Су Хо (Чон Хе Ін) грає персонажа аспіранта, якого Юн Йон Ро (Джису), студентка університету, знайшла в крові. Дівчина сховала це від уряду у своїй кімнаті в гуртожитку свого жіночого університету. Однак з'ясовується, що Су-хо не той, ким здається. На тлі політичних потрясінь історія пари розгортається, і двоє будують романтичні стосунки.

## У ролях
| Актор       | Роль                  |
| ----------- | --------------------- |
| Чон Хе Ін   | Ім Су Хо / Рі Тхе Сан |
| Джису       | Юн Йон Ро             |
| Ю Ін На     | Кан Чунг Я            |
| Чан Син Чжо | Лі Кан Му             |
| Юн Се А     | Пхі Син Хі            |
| Кім Хє Юн   | Ке Бун Ок             |
| Чон Ю Джин  | Чан Хан На            |